# Gari lineolata
Gari lineolata is een tweekleppigensoort uit de familie van de Psammobiidae. De wetenschappelijke naam van de soort is voor het eerst geldig gepubliceerd in 1835 door Gray in Yate.